# Cordillère de Guaniguanico
La cordillère de Guaniguanico est la principale chaîne de montagnes de la partie occidentale de Cuba. Elle est constituée de la sierra de los Órganos à l'ouest et de la sierra del Rosario à l'est, séparées par le río San Diego.
Le point culminant de la cordillère est le pan de Guajaibón (699 m), dans la sierra del Rosario.
La fertile vallée de Viñales – qui abrite le parc national du même nom, inscrit sur la liste du Patrimoine mondial depuis 1999 – appartient à cet ensemble montagneux, dans la sierra de los Órganos.